# Samolot w płomieniach
Samolot w płomieniach (ros. Экипаж) – radziecki film z 1979 w reżyserii Aleksandra Mitty. Pierwszy radziecki film katastroficzny. Jeden z radzieckich hitów kasowych – w 1980 roku obejrzało go ponad 70 mln widzów.
W 2016 roku powstał remake filmu.

## Obsada
- Gieorgij Żżonow – Andriej Timczenko, kapitan i dowódca załogi
- Anatolij Wasiljew – Walientin Nienarokow, II pilot
- Leonid Fiłatow – Igor Skworcow, inżynier pokładowy
- Aleksandra Jakowlewa – stewardesa Tamara
- Irina Akułowa – Aliewtina, żona Nienarokowa
- Jekatierina Wasiliewna – Anna, żona Timczenki
- Maria Skworcowa – matka Aliewtiny
- Galina Gładkowa – Natasza, córka Timczenki
- Aleksander Potałow – drugi mąż Aliewtiny

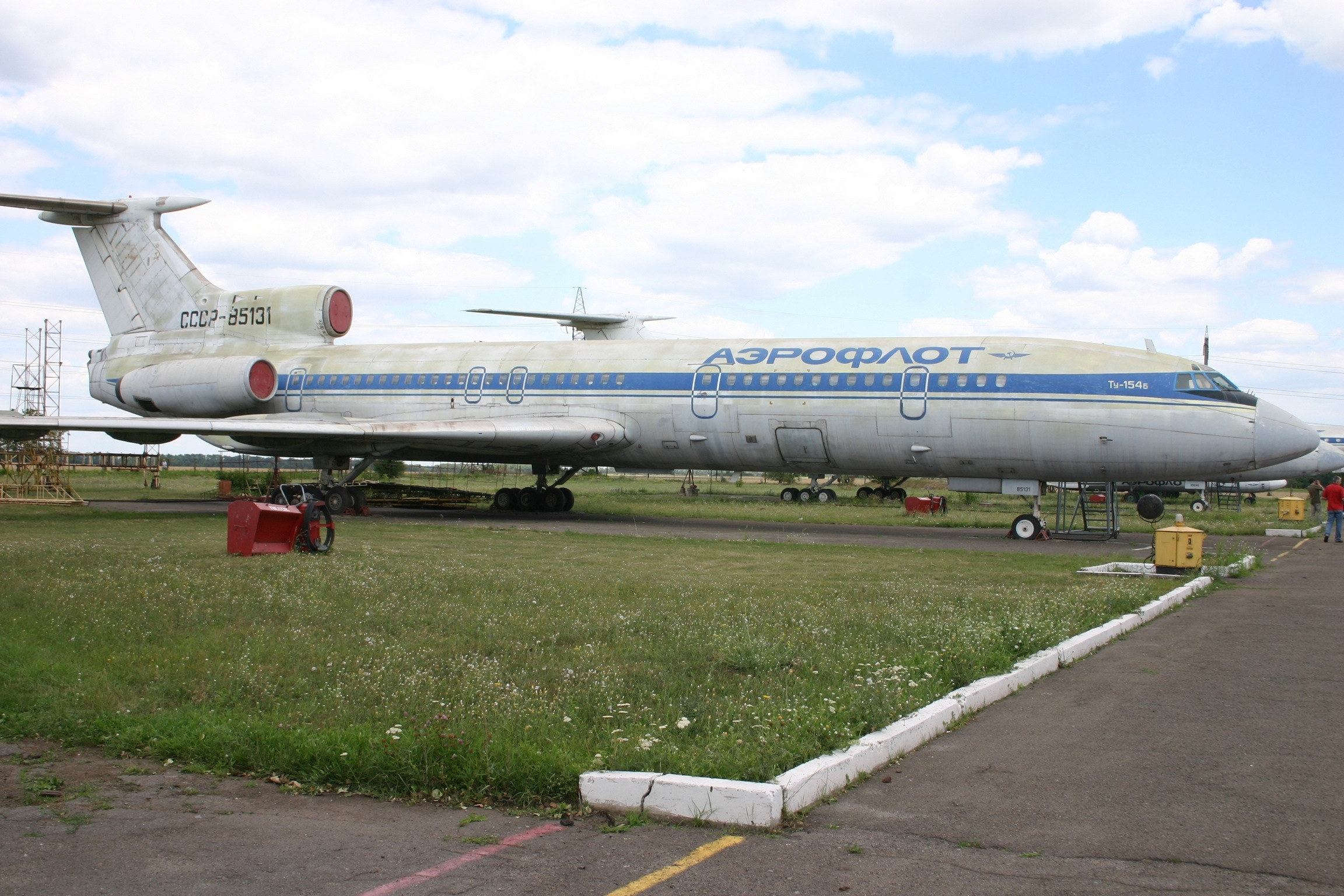
Tu-154 nr boczny CCCP-85131 wykorzystany w większości scen filmu (stan z 2007 roku)

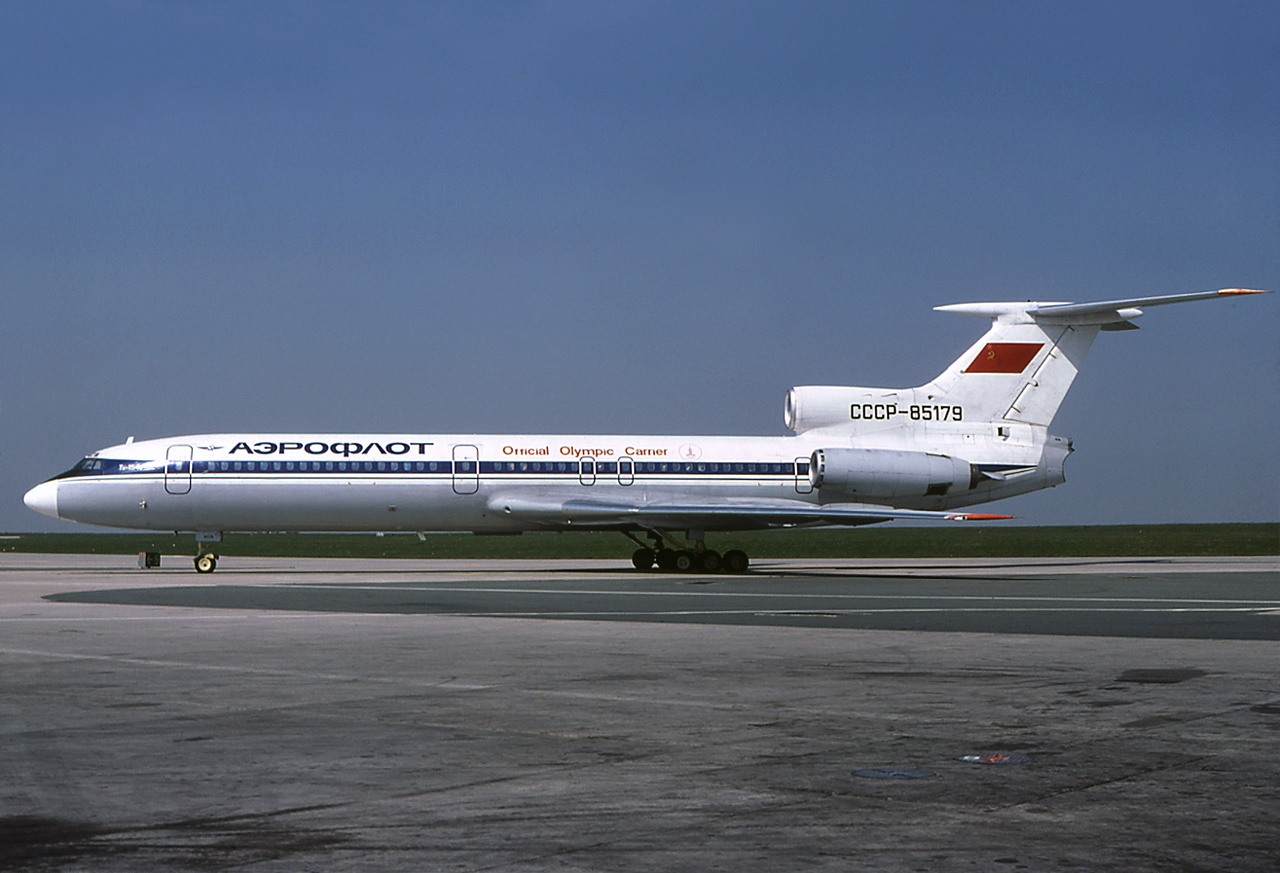
Tu-154 nr boczny СССР-85179 wykorzystany w pojedynczych scenach, m.in. w Baku (stan z 1980 roku)

- Jurij Gorobiec – Misza

i inni.

## Nagrody
- Nagroda Główna dla najlepszego filmu o bohaterstwie radzieckiego człowieka na XII Wszechzwiązkowym Festiwalu Filmowym w Duszanbe (1980)[1]

## Historia powstania
Film był w założeniu radziecką odpowiedzią na serię popularnych na świecie pod koniec l. 70. amerykańskich filmów z cyklu Port lotniczy (żaden z nich nigdy nie był pokazywany w ZSRR). Scenariusz do filmu napisała para scenarzystów radzieckich – Juliusz Duński i Walerij Frid.

## Opis fabuły
Film składa się z dwóch części i nie odbiega od konwencji gatunku. W pierwszej ukazane są prywatne, skomplikowane losy głównych bohaterów – załogi samolotu pasażerskiego Aerofłotu Tu-154: kapitana Timczenki, którego studiująca córka spodziewa się dziecka z bliżej nieznanym ojcem i który ma coraz większe problemy z zaliczeniem badań lekarskich dopuszczających do lotu; inżyniera pokładowego Skworcowa, miłośnika niewieścich wdzięków, zabiegającego o względy stewardesy Tamary; II pilota Ninarokowa, który po nieudanym małżeństwie i rozwodzie traci prawo do opieki nad synem, ale prawdopodobnie zajmie miejsce swojego przyjaciela Timczenki.
Na tle tych wszystkich "skomplikowanych problemów", w drugiej części filmu, załoga samolotu otrzymuje nieoczekiwanie zadanie ewakuacji radzieckich specjalistów naftowych i ich rodzin z bliżej nieokreślonej osady Bidri, zniszczonej przez trzęsienie ziemi. Start z lotniska zagrożonego płynąca z gór płonącą ropą naftową i heroiczna walka załogi o uratowanie uszkodzonego samolotu, wypełnia niemal całą treść drugiej części filmu, w której dzięki doświadczeniu i bohaterstwu radzieckiej obsługi samolotu wszystko szczęśliwie się kończy (samolot ląduje pomimo złych warunków pogodowych na podmoskiewskim Szeremietiewie).

## Premiera
Film miał radziecką premierę 19 maja 1980. Na ekrany kin wszedł bez większej reklamy, jednak już następnego dnia nie można było kupić biletów na jego seans, a pod kasami ustawiały się długie kolejki.
W Polsce film był pokazywany w l. 80. w TVP w dwóch kolejnych sobotnich wieczorach.

## Wpływy kulturowe
Obraz szybko stał się trwałym elementem kultury masowej ZSRR. Do powszechnego użytku weszło zwłaszcza wiele fraz wypowiedzianych przez głównych bohaterów w przełomowych momentach filmu (spotykanych do dzisiejszego dnia). Najsłynniejszą była: "Mużcziny! Mużcziny! Sdiełajtie czto-nibud'"! (Mężczyźni! Mężczyźni! Zróbcie coś!).
Dziś, można w prasie rosyjskiej spotkać opinię, że był to również pierwszy radziecki film zawierający sceny erotyczne, chociaż w samym filmie pojawia się tylko jedna (inżynier Skworcow i stewardesa Tamara).